# Violka chlumní
Violka chlumní (Viola collina) je vytrvalá bylina vysoká za květu jen 5–10 cm, po odkvětu se listy zvětšují až na dvojnásobek. Oddenek je dlouhý, často vícehlavý, výběžky se nevytváří. Listy jsou jen v přízemní růžici, lodyha se netvoří. Čepel listů je na bázi hluboce srdčitá, stejně široká jak dlouhá nebo o málo delší než širší. Řapík listů je oděný krátkými nazpět namířenými chlupy. Na bázi listů se nachází palisty, které jsou hluboce třásnité a třásně jsou brvité (důležitý znak pro odlišení od violky vonné a violky srstnaté). Kvete v březnu až dubnu, květy jsou bledě modrofialové s bílou ostruhou a jen slabě vonné.

## Synonyma
- Viola opizii Knaf in Opiz
- Viola odorata subsp. collina (Bess.) Čelak.
- Viola hirta subsp. collina (Bess.) Rouy et Fouc.
- Viola hirta subsp. subciliata Borbás sensu auct.

## Rozšíření
Violka chlumní roste ve střední Evropě, směrem na jihozápad končí v západních Alpách, na jih po severní Itálii a severní část bývalé Jugoslávie, dále roste na Balkáně, střední části evropské části Ruska, izolovaně ve střední Skandinávii, místy ve střední Asii. Další ostrůvkovitý výskyt je ve východní Asii. Je rozšířena po celém Česku, kromě vyšších horských poloh, ovšem značně nestejnoměrně. Místy je celkem běžná, jinde je na rozsáhlejších územích velmi vzácná nebo chybí, např. na jihovýchodní Moravě či části severních Čech. Roste spíše na bazickém podkladě a více v lese než v bezlesí, např. v dubohabřinách (svaz Carpinion), teplomilných doubravách (Quercion pubescenti-petraeae), křovinách (svazy Berberidion, Prunion fruticosae), světlých borových lesích (Dicrano-Pinion), vzácněji též v suchých trávnících (Festuco-Brometea). Někdy bývají stanoviště např. osypy opukových skal.

## Kříženci
Nejčastěji se kříží s violkou srstnatou, kříženec se jmenuje Viola ×interjecta Borbás in Hallier et Wohlf. Vytváří často hybridní roje. Méně často se kříží s violkou vonnou. Zde se kříženec jmenuje Viola ×porphyrea Uechtr. in Engler.